# Lysiteles hongkong
Lysiteles hongkong es una especie de araña cangrejo del género Lysiteles, familia Thomisidae, orden Araneae.

## Distribución
Esta especie se encuentra en China.

## Taxonomía
Fue descrita científicamente por Song, Zhu & Wu en 1997.
Tratamiento taxonómico
La especie aparece registrada y publicada en Some new species of the spiders from Hong Kong. Acta Arachnologica Sinica 6: 81–86.